# Lívia Gyarmathy
Lívia Gyarmathy (Budapest, 8 de enero de 1932-25 de mayo de 2022) fue una guionista y directora de cine húngara.

## Biografía
Después de acabar el bachillerato, estudió ingeniería química, y una vez licenciada, trabajó un año en la industria textil. Allí, cambió de orientación y probó con éxito el examen de acceso a la Escuela Superior de Arte Dramático y Cinematografía (Színház- és Filmművészeti Főiskola) de Budapest. Obtuvo su diploma de dirección en 1964. Escribió los guiones de sus películas, mientras también escribía los guiones de las películas para su marido, el también director Géza Böszörményi. 
Dirigió veintitrés películas entre 1962 y 2003. Su primer largometraje data de 1969: Ismeri a szandi mandit?, una comedia ambientada en una gran planta donde las protagonistas son dos trabajadoras. En 1986, ganó el Premio Especial del Jurado del Festival Internacional de Cinema de Karlovy Vary Vakvilàgban. En 1989, dirigió junto con su marido, un emotivo documental sobre el gulag húngaro de Recsk, “una serie de retratos cruzados donde los testigos de los antiguos guardianes no son menos ilustrativos de la historia de Hungría que las de los antiguos prisioneros.»
Fue miembro del jurado del Festival Internacional de Cine de Berlín de 1990.

## Filmografía
- A nyomda (1962)
- Hajnali részegség (1963)
- Éjszakai műszak (1963)
- Egy óra magánélet (1964)
- 58 mp (1964)
- Üzenet (1967)
- Ismeri a szandi mandit? (1969)
- Tisztelt cím! (1972)
- Álljon meg a menet (1973)
- Magányosok klubja (1976)
- Kilencedik emelet (1977)
- Minden szerdán (1979)
- Koportos (1979)
- Együttélés (1982)
- Egy kicsit én, egy kicsit te (1984)
- Vakvilágban (1986)
- Faludy György, költő (1987)
- Recsk 1950-53 - Egy titkos kényszermunkatábor története (1988)
- "...hol zsarnokság van..." (1990)
- A csalás gyönyöre (1992)
- A lépcső (1994)
- Szökés (1996)
- A mi gólyánk (1997-1998)
- Táncrend (2003)
- Kishalak... Nagyhalak... (2008)